# Pilot Speed
Pilot Speed (poprzednia nazwa Pilate) – kanadyjski zespół rockowy założony w 1999 roku w Toronto. Kwartet zadebiutował wydając swój pierwszy minialbum (For All That's Given, Wasted) w 2001 roku. Po wydaniu albumu zespół podpisał kontrakt z wytwórnią MapleMusic Recordings. W 2003 roku zespół nagrał kolejny album Caught by the Window, a trzy lata później następny - Sell Control for Life's Speed.
26 czerwca 2006 roku, na stronie zespołu pojawiła się informacja o zmianie nazwy z Pilate na Pilot Speed z powodów prawnych. Po tym zdarzeniu wytwórnia Wind-up Records wydała w Stanach Zjednoczonych nową wersję ich drugiego albumu o nazwie Into the West. 

## Członkowie zespołu
- Todd Clark - śpiew, pianino, autor tekstów
- Chris Greenough - gitara
- Ruby Bumrah - gitara basowa
- Bill Keeley - perkusja

## Dyskografia

### EP
- For All That's Given, Wasted (2001)

### Albumy
- Caught by the Window (2003)
- Sell Control for Life's Speed (2006)
- Into the West (2006) (wersja amerykańska drugiego albumu)
- Wooden Bones (2009)

### Single
- Into Your Hideout
- Alright
- Melt into the Walls
- Overrated
- Barely Listening
- Lover Come In
- Ambulance
- Put the Phone Down